# Esplantas
Esplantas korábbi község (település) Franciaországban, Haute-Loire megyében. 2016. január 1-jén Vazeilles-près-Saugues községgel egyesült és Esplantas-Vazeilles új község része lett.
Lakosainak száma 98 fő (2013).

## Népesség
A település népességének változása:
| Lakosok száma | 194  | 192  | 159  | 119  | 99   | 95   | 102  | 98   |
|               | 1962 | 1968 | 1975 | 1982 | 1990 | 1999 | 2008 | 2013 |